# Rohan Reid
Rohan Reid (3 novembre 1981) è un calciatore giamaicano, centrocampista del Tivoli Gardens.